# Gili Sharir
Gili Sharir (en hebreo: גילי שריר‎; 22 de noviembre de 1999) es una deportista israelí que compite en judo.
Participó en los Juegos Olímpicos de Tokio 2020, obteniendo una medalla de bronce en la prueba de equipo mixto. Ganó dos medallas en el Campeonato Europeo de Judo, en los años 2022 y 2023, ambas en la categoría de –63 kg.

## Palmarés internacional
| Juegos Olímpicos   | Juegos Olímpicos      | Juegos Olímpicos  | Juegos Olímpicos |
| Año                | Lugar                 | Medalla           | Categoría        |
| ------------------ | --------------------- | ----------------- | ---------------- |
| 2020               | Tokio (Japón)         | Medalla de bronce | Equipo mixto     |
| Campeonato Europeo |                       |                   |                  |
| Año                | Lugar                 | Medalla           | Categoría        |
| 2022               | Sofía (Bulgaria)      | Medalla de bronce | –63 kg           |
| 2023               | Montpellier (Francia) | Medalla de plata  | –63 kg           |